# Mário Pinto de Andrade
Mário Coelho Pinto de Andrade (Golungo Alto, 21 d'agost del 1928 – 26 d'agost del 1990) va ser un poeta i polític angolès.

## Biografia
Va estudiar filologia a la Universitat de Lisboa i sociologia a la Sorbona de París. Mentre era allà, va esdevenir actiu en oposar-se a la llei colonial portuguesa d'Angola, i va escriure poesia anti-colonial. Alhora va fundar el 1951 el Centre d'Estudis Africans amb Agostinho Neto, Amílcar Cabral i Francisco José Tenreiro. El 1954 es va exiliar a París, on hi conegué Léopold Senghor i Nelson Mandela, i fou cap de redacció entre 1951 i 1958 de la revista Présence Africaine. El 1956, participà en el I Congrés d'Escriptors i Artistes Negres.
El 1955 va prendre part a la fundació del Partit Comunista Angolès. El 1956 era un membre fundador del Moviment Popular per a l'Alliberament d'Angola (MPLA) i va ser el seu President des del 1960 fins al 1962. El seu germà, Joaquim Pinto de Andrade, fou el primer president honorari del MPLA.
Es va casar amb la directora de cinema guadalupenca Sarah Maldoror i treballà amb ella a Sambizanga, una pel·lícula de 1972 sobre el moviment d'alliberament d'Angola.
Va enfrontar-se amb el seu successor, Agostinho Neto, i el 1974 es va escindir del MPLA. Portugal va deixar Angola el 1975, però Andrade va continuar visquent a l'exili a Guinea Bissau, Cap Verd i Moçambic. Va morir a Londres.
Entre les seves publicacions hi ha les antologies Letteratura Negra (1961) i La Poésie Africaine d'Espression Portugaise (1969) així com Antologia da Poesia Negra de Expressão Portuguesa (1958), Amilcar Cabral: Essai de Biographie Politique (1980) i As orígens do Nacionalismo Africano (1997).